# ماتیاس لمان
ماتیاس لمان (انگلیسی: Matthias Lehmann؛ زادهٔ ۲۸ مهٔ ۱۹۸۳) بازیکن فوتبال اهل آلمان است.
از باشگاه‌هایی که در آن بازی کرده‌است می‌توان به باشگاه فوتبال کلن، باشگاه فوتبال آلمانیا آخن، باشگاه فوتبال اولم ۱۸۴۶، باشگاه فوتبال مونیخ ۱۸۶۰، باشگاه فوتبال آینتراخت فرانکفورت، باشگاه فوتبال سن پائولی، و باشگاه فوتبال اشتوتگارت اشاره کرد.
وی همچنین در تیم‌های ملی فوتبال جوانان آلمان، زیر ۲۰ سال آلمان، و زیر ۲۱ سال آلمان بازی کرده‌است.